# Darhai
Darhai ist ein osttimoresischer Ort im Suco Seloi Craic (Verwaltungsamt Aileu, Gemeinde Aileu).

## Geographie und Einrichtungen
Das Dorf Darhai liegt mit seinem Zentrum im Osten der Aldeia Raicoalefa,  auf einer Meereshöhe von 1129 m. Große Teile der Siedlung befinden sich aber auch in der östlich gelegenen Aldeia Leobraudu. Durch das Dorf führt die Überlandstraße von Gleno nach Turiscai, auf die in Darhai in Leobraudu die Überlandstraße aus Aileu trifft. An dieser Kreuzung befindet sich der Markt von Seloi. Nördlich davon beginnt das Dorf Sarlala, dessen Grundschule in der nördlich gelegenen Aldeia Faularan etwa anderthalb Kilometer entfernt steht.
200 Meter südlich ist der nächste Ort an der Überlandstraße nach Aileu der Weiler Ericoalefa. In Richtung Gleno erreicht man nach knapp einem Kilometer das Dorf Aibitikeou, dessen Grundschule zwei Kilometer von Darhai entfernt steht. Nordwestlich von Darhei befindet sich abseits der Straßen der Weiler Fateran.